# Stegastes pictus
Stegastes pictus là một loài cá biển thuộc chi Stegastes trong họ Cá thia. Loài này được mô tả lần đầu tiên vào năm 1855. Từ pictus trong tên của loài này có nghĩa là "được sơn vẽ", có lẽ ám chỉ đến màu sắc của nó, được mô tả là một loài cá thia có màu đen với cái đuôi vàng.

## Phân bố và môi trường sống
S. pictus có phạm vi phân bố ở phía tây Đại Tây Dương. Đây là loài đặc hữu ở bờ biển phía đông của Brazil. S. pictus sống xung quanh những rạn san hô và bãi đá ngầm, đặc biệt là loài san hô lửa Millepora alcicornis, ở độ sâu khá nông.

## Mô tả
S. pictus trưởng thành dài khoảng 7,5 cm. Đầu và thân của S. pictus có màu nâu rất sẫm hoặc gần như đen. Vây ngực, vây đuôi và vây mềm của vây lưng có màu vàng tươi. Thùy đuôi dưới thỉnh thoảng có màu nâu đen. Mống mắt màu vàng, có vòng xanh lam ở ngoài rìa.
Số ngạnh ở vây lưng: 12; Số vây tia mềm ở vây lưng: 15 - 16; Số ngạnh ở vây hậu môn: 2; Số vây tia mềm ở vây hậu môn: 14 - 1; Số vây tia mềm ở vây ngực: 19 - 20.
Thức ăn của S. pictus là rong tảo và các loài động vật không xương sống. S. pictus có tính lãnh thổ cao và rất hung hăng, luôn đuổi những con cá khác ra khỏi khu vực của chúng. Trứng của chúng được đính vào mặt đá hoặc san hô, được bảo vệ và chăm sóc bởi cá đực.